# Lesketanje k-res-nič-kam
Lesketanje k-res-nič-kam je pesniška zbirka Vide Mokrin Pauer. Izšla je leta 2002 pri Cankarjevi založbi.